# Drymophila hellmayri
A choquinha-de-santa-marta (Drymophila hellmayri) é uma espécie de ave da família Thamnophilidae. É endêmica das florestas úmidas da Sierra Nevada de Santa Marta na Colômbia, especialmente em associação com o bambu. Este pássaro tem 15 cm de comprimento e é encontrado em altitudes mais altas. Foi anteriormente considerado coespecífico com a Drymophila caudata.